# マービーふれあいセンター
マービーふれあいセンターは、岡山県倉敷市にあるコンベンションセンターである。

## 概要
各種イベントに使用される。
2023年7月6日には、倉敷市の主催により平成30年7月豪雨災害の追悼式が開かれた。

## アクセス
山陽自動車道玉島ICから車で約15分、井原鉄道吉備真備駅から徒歩約15分。